# Контактный дерматит
Контактный дерматит — местное воспалительное поражение кожи, возникающее в результате воздействия на неё раздражителей (раздражающий контактный дерматит) или аллергенов (аллергический контактный дерматит). Часто причиной аллергического контактного дерматита является реакция на формальдегид, который высвобождается из производных, входящих в состав многих шампуней, лосьонов, увлажняющих средств. Фототоксический или фотоконтактный дерматит (фотодерматит) возникает, когда аллерген или раздражитель активируется под воздействием солнечного света.

## Клиническая картина
Клиническая картина простых дерматитов зависит не только от силы и характера раздражителя, но, главным образом, от индивидуальных особенностей организма, его защитных реакций.
Для острого дерматита характерны краснота, отёчность кожи в очаге поражения, возможны узелки, пузыри, пузырьки, эрозии, намокание. Процесс завершается шелушением, нередко остаётся пигментация.
Субъективно больных беспокоят боль, жжение, напряжение кожи. При обширных поражениях больные жалуются на недомогание, повышение температуры тела, функциональные нарушения нервной системы.
Повторно простой дерматит может возникнуть только после нового контакта с раздражителем.

## Лечение
В первую очередь исключают контакт с раздражителем (аллергеном). При лечении аллергических дерматитов используются десенсибилизирующие средства.